# Atletika na Letních olympijských hrách 1948 – 200 metrů muži
 Běh na 200 metrů mužů na Letních olympijských hrách 1948 se uskutečnil ve dnech 2. a 3. srpna v Londýně. 

## Výsledky finálového běhu
| *                | jméno          | země                   | čas  |
| ---------------- | -------------- | ---------------------- | ---- |
| Zlatá medaile    | Melvin Patton  | Spojené státy americké | 21,1 |
| Stříbrná medaile | Barney Ewell   | Spojené státy americké | 21,1 |
| Bronzová medaile | Lloyd LaBeach  | Panama                 | 21,2 |
| 4                | Herb McKenley  | Jamajka                | 21,3 |
| 5                | Cliff Bourland | Spojené státy americké | 21,3 |
| 6                | Leslie Laing   | Jamajka                | 21,8 |